# اسپرینت
اسپرینت (به انگلیسی: Sprint Corporation) شرکت آمریکایی است که در زمینه خدمات مخابراتی و شبکه در ایالات متحده آمریکا، پورتوریکو و جزایر ویرجین ایالات متحده فعالیت می‌کند. شرکت اسپرینت مدیریت چندین شرکت تابعه را بر عهده دارد، که این شرکت‌ها، تحت برندهای مختلفی چون بوست موبایل (به انگلیسی: Boost Mobile)، ویرجین موبایل (به انگلیسی: Virgin Mobile) و وایرلس اشورنس (به انگلیسی: Assurance Wireless) فعالیت می‌کنند.
شرکت اسپرینت دارای رتبه سوم ارائه‌دهنده خدمات ارتباط راه‌دور در ایالات متحده آمریکا است. در سال ۲۰۱۲، اسپرینت نکستل به بیش از ۵٫۶ میلیون مشتری خدمات ارائه داده است.
دفتر مرکزی اسپرینت نکستل در اوورلند پارک در کانزاس سیتی قرار دارد و مدیر ارشد و مدیرعامل آن دنیل دنیل هس است.

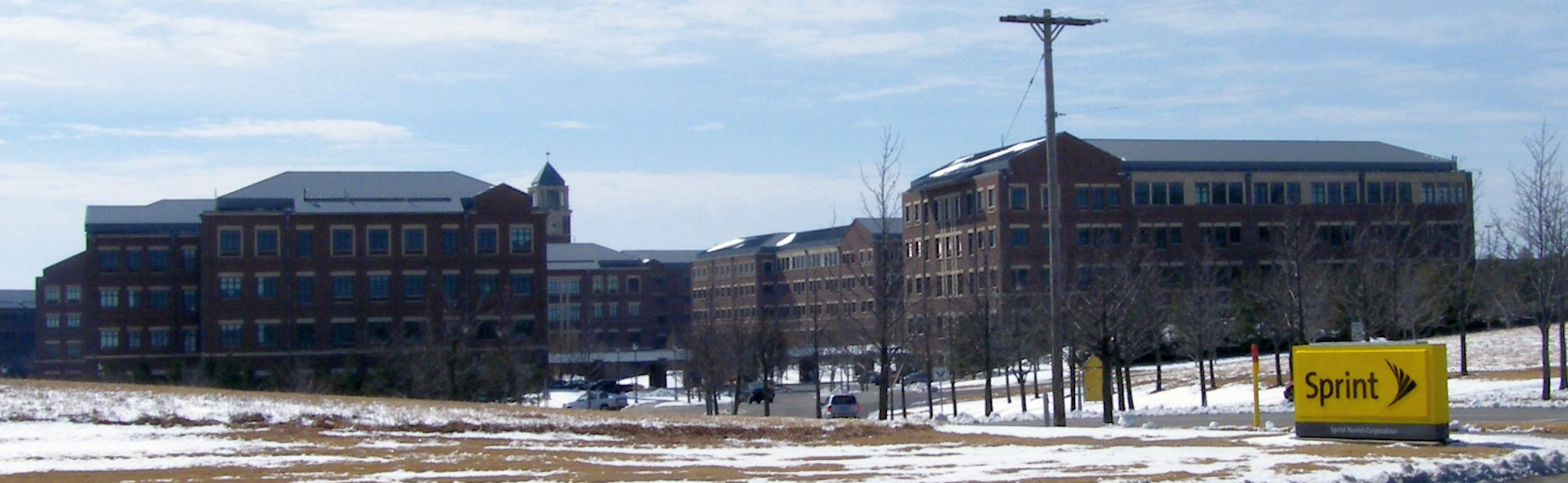
دفتر مرکزی اسپرینت نکستل در اوورلند پارک